# Jenny Perret
Jenny Sarah Perret (Schaumburg, Estados Unidos, 23 de diciembre de 1991) es una deportista suiza que compite en curling.
Participó en dos Juegos Olímpicos de Invierno, obteniendo una medalla de plata en Pyeongchang 2018, en la prueba de mixto doble, y el séptimo lugar en Pekín 2022, en la misma prueba. Ganó una medalla de oro en el Campeonato Mundial de Curling Mixto Doble de 2017.

## Palmarés internacional
| Juegos Olímpicos               | Juegos Olímpicos            | Juegos Olímpicos | Juegos Olímpicos |
| Año                            | Lugar                       | Medalla          | Prueba           |
| ------------------------------ | --------------------------- | ---------------- | ---------------- |
| 2018                           | Pyeongchang (Corea del Sur) | Medalla de plata | Mixto doble      |
| Campeonato Mundial Mixto Doble |                             |                  |                  |
| Año                            | Lugar                       | Medalla          | Prueba           |
| 2017                           | Lethbridge (Canadá)         | Medalla de oro   | Mixto doble      |